# Daniel Yule
Daniel Yule, född den 18 februari 1993 i Martigny, Valais, är en schweizisk alpin skidåkare. Han deltog för det schweiziska landslaget  vid olympiska spelen i Sotji 2014. Yule kom på tionde plats vid världscuptävlingarna i Levi i Finland den 16 december 2014.